# Anna Báthy
Anna Báthy (Beregszász, 13 de juny de 1901 - Budapest, 14 de maig de 1962) fou una soprano hongaresa.
Originalment anomenada Anette Stampf, el seu talent va ser descobert per Max Bacsinszky, un parent i excantant d'òpera a Viena. El seu pare es va oposar durant molt temps, però finalment va cedir. Llavors va estudiar al Col·legi de Música Maleczki Bianka. El 1927 va cantar al Teatre Municipal de Budapest va cantar i el 1929 al Magyar Állami Operaház el paper d'Amelia a Un ballo in maschera, debut que la premsa va escriure amb admiració. Als 30 anys va agafar el cognom del seu marit Báthy i es va convertir en una prestigiosa cantant d'òpera, sovint fent aparicions especials a l'estranger com a Viena, Barcelona, Hamburg, Salzburg, París, Brussel·les, Múnic, Florència o Bayreuth. En particular, va tenir un gran èxit en la realització de les obres de Bartók i Kodály.
La Temporada 1934-1935 va cantar al Gran Teatre del Liceu de Barcelona.